# Torino Motorsport
Torino Motorsport – włoski zespół wyścigowy, założony w 2009 roku. Obecnie ekipa startuje we  Włoskiej Formule Renault, Formule Abarth oraz w Alpejskiej Formule Renault 2.0. W przeszłości zespół pojawiał się także na starcie w Europejskim Pucharze Formuły Renault 2.0. Siedziba zespołu mieści się we włoskiej miejscowości Rivalta di Torino.

## Starty

### Europejski Puchar Formuły Renault 2.0
| Rok  | Bolid          | Kierowcy        | Wyścigi | Wygrane | PP | NO | Pkt | M.K. | M.Z. |
| ---- | -------------- | --------------- | ------- | ------- | -- | -- | --- | ---- | ---- |
| 2011 | Tatuus-Renault | Kevin Gilardoni | 2       | 0       | 0  | 0  | 0   | NS†  | 17   |

† – Zawodnik nie był zaliczany do klasyfikacji.